# Vocea României (sezonul 3)
Cel de-al treilea sezon al talent show-ului românesc Vocea României a debutat pe 28 septembrie 2013 la Pro TV și a luat sfârșit pe 26 decembrie 2013. Horia Brenciu, Loredana Groza, Smiley și Marius Moga au revenit în rolul de antrenori, iar Pavel Bartoș și Nicoleta Luciu, în cel de prezentatori. Câștigătorul acestui sezon a fost Mihai Chițu, din echipa Brenciu, marcând cea de-a doua victorie consecutivă a lui Brenciu ca antrenor.

## Preselecții
Preselecțiile pentru cel de-al treilea sezon au avut loc în primăvara anului 2013, în următoarele localități:
- 07 aprilie 2013 – Hotel Belvedere, Cluj-Napoca
- 14 aprilie 2013 – Hotel Continental, Timișoara
- 21 aprilie 2013 – Hotel Unirea, Iași
- 28 aprilie 2013 – Hotel Kronwell, Brașov
- 12 liemai 2013 – Ramada Bucharest Parc Hotel, București.

Preselecțiile au avut rolul de a selecta concurenții care urmau să participe la etapa audițiilor pe nevăzute, care a fost înregistrată între 5 și 8 august 2013 în studiourile MediaPro din Buftea.

## Particularitățile sezonului
- Au existat 3 etape: audițiile pe nevăzute, confruntările și spectacolele live.
- La sfârșitul fiecărei audiții, chiar și în cazul în care concurentul nu a mers mai departe, s-au întors toate cele 4 scaune.
- Antrenorii au format echipe de câte 14 concurenți, din care 7 și-au câștigat confruntările.
- Antrenorii au putut fura câte doi concurenți pierzători la confruntări, astfel că echipele au fost aduse la 9 concurenți. Odată furați, concurenții au avut locul asigurat până la cântecul decisiv.
- La finalul etapei confruntărilor, a avut loc proba cântecului decisiv.
- Nu a existat etapa knockouturilor.
- Fiecare antrenor a avut dreptul de a promova 8 concurenți la etapa spectacolelor live.
- Au existat 5 spectacole live.
- În primele 2 spectacole live, au concurat jumătate din concurenții din fiecare echipă, iar eliminările s-au făcut prin decizia antrenorului, fără o probă suplimentară.
- În semifinală, s-a ales câte un finalist din fiecare echipă, pe baza combinației egale a votului antrenorului și al publicului.

## Echipe
| Legendă                                    | Legendă |
| ------------------------------------------ | --- |
| - Câștigător - Locul 2 - Locul 3 - Locul 4 | - Eliminat în semifinală - Eliminat în primele spectacole live - Eliminat la cântecul decisiv (după confruntări) - „Furat” în etapa confruntărilor - Eliminat în etapa confruntărilor |

| Antrenor | Antrenor       | Concurenți         | Concurenți         | Concurenți        | Concurenți         |
| --- | -------------- | ------------------ | ------------------ | ----------------- | ------------------ |
| | Horia Brenciu  | Mihai Chițu        | Ana-Maria Mirică   | Georgia Dascălu   | Denisa Moșincat    |
| Árpi Török | Horia Brenciu  | Florin Ilinca      | Andrei Hanghiuc    | Florin Timbuc     |                    |
| Diana Arvinte | Horia Brenciu  | Ruxandra Măcărescu | Adrian Nour        | Ana-Maria Bucșă   |                    |
| Răzvan Răducă | Horia Brenciu  | Andrada Ghiorma    | Kinga Farkas       | Gabriel Kisczuk   |                    |
| |                |                    |                    |                   |                    |
| | Marius Moga    | Sânziana Niculae   | Jovana Milovanović | Felix Burdușa     | Andi Grasu         |
| Angelo Simonică | Marius Moga    | Elena Șalaru       | Andrei Loică       | Dana Torop        |                    |
| Gabriel Kisczuk | Marius Moga    | Georgia Dascălu    | Mădălina Omania    | Mihai Farkaș      |                    |
| Răzvan Pașca | Marius Moga    | Elis Opriș         | Diana Dolcan       | Bogdan Olaru      |                    |
| |                |                    |                    |                   |                    |
| | Smiley         | Adrian Nour        | Claudia Iuga       | Stella Anița      | Iolanda Moldoveanu |
| Nicoleta Țicală | Smiley         | George Secioreanu  | Lucian Frâncu      | Răzvan Alexa      |                    |
| Bogdan Olaru | Smiley         | Gabriel Burduja    | Andrei Hanghiuc    | Gabriel Onilă     |                    |
| Cosmin Arsene | Smiley         | Elena Șalaru       | Adrian Molnar      | Valentin Câmpeanu |                    |
| |                |                    |                    |                   |                    |
| | Loredana Groza | Marius Marin       | Muneer al-Obeidli  | Alina Dorobanțu   | Florin Mândru      |
| Andrei Chermeleu | Loredana Groza | Kinga Farkas       | Iulia Dumitrache   | Aurel Niamțu      |                    |
| Răzvan Pașca | Loredana Groza | Marcela Scripcaru  | Ana Kalmar         | Mihai Băjinaru    |                    |
| Claudiu Grosu | Loredana Groza | Alina Păun         | Dudu Isabel        | Romeo Zaharia     |                    |
| Notă: Numele scrise cursiv reprezintă concurenți furați de la alt antrenor (aceleași nume sunt tăiate în cadrul vechilor echipe). |                |                    |                    |                   |                    |

## Audiții pe nevăzute

### Episodul 1 (28 septembrie)
Primul dintre cele 6 episoade înregistrate cuprinzând audiții pe nevăzute a fost difuzat pe 28 septembrie 2013. La deschiderea spectacolului, finaliștii din sezonul anterior (Julie Mayaya, Cristi Nistor, Tibi Scobiola și Imre Vízi) au interpretat piesa „Small Town Girl” de la Journey.
| Legendă | - ✔ Antrenorul și-a apăsat butonul „EU TE VREAU” - Concurentul a fost eliminat | - Concurentul a intrat automat în echipa antrenorului - Concurentul a ales acest antrenor |

| Ordine | Concurent                  | Vârstă | Origine   | Cântec                                          | Alegerile antrenorilor și ale concurenților | Alegerile antrenorilor și ale concurenților | Alegerile antrenorilor și ale concurenților | Alegerile antrenorilor și ale concurenților |
| Ordine | Concurent                  | Vârstă | Origine   | Cântec                                          | Brenciu                                     | Loredana                                    | Smiley                                      | Moga                                        |
| ------ | -------------------------- | ------ | --------- | ----------------------------------------------- | ------------------------------------------- | ------------------------------------------- | ------------------------------------------- | ------------------------------------------- |
| 1      | Bogdan Cristian Olaru      | 22     | Moreni    | „Help!” (The Beatles)                           | ✔                                           | —                                           | —                                           | ✔                                           |
| 2      | Iuliana Claudia Dumitrache | 23     | București | „Shy Guy” (Diana King)                          | ✔                                           | ✔                                           | ✔                                           | ✔                                           |
| 3      | Gabriel Răzvan Onilă       | 34     | București | „Fragile” (Sting)                               | ✔                                           | —                                           | ✔                                           | —                                           |
| 4      | Marian Radu                | 27     | Răcari    | „Lost” (Michael Bublé)                          | —                                           | —                                           | —                                           | —                                           |
| 5      | Marta Onilă                | 28     | București | „Nah Neh Nah” (Vaya Con Dios)                   | —                                           | —                                           | —                                           | —                                           |
| 6      | Dana Elena Torop           | 27     | Craiova   | „I Look to You” (Whitney Houston)               | —                                           | —                                           | —                                           | ✔                                           |
| 7      | Marius Gabriel Kisczuk     | 32     | Rădăuți   | „I'm Still Standing” (Elton John)               | ✔                                           | ✔                                           | —                                           | —                                           |
| 8      | Valerian Coșug             | 61     | București | „Dance Me to the End of Love” (Leonard Cohen)   | —                                           | —                                           | —                                           | —                                           |
| 9      | Mihai Chițu                | 33     | București | „The Great Pretender” (The Platters)            | ✔                                           | —                                           | —                                           | ✔                                           |
| 10     | Ana-Maria Mirică           | 35     | Ploiești  | „Cabaret” (Jill Haworth)                        | ✔                                           | ✔                                           | ✔                                           | ✔                                           |
| 11     | Andrada Ghiorma            | 28     | Cisnădie  | „Skinny Love” (Bon Iver)                        | ✔                                           | —                                           | —                                           | —                                           |
| 12     | Aurel Niamțu               | 64     | Iași      | „Cine iubește și lasă [Blestem]” (Maria Tănase) | —                                           | ✔                                           | —                                           | —                                           |
| 13     | Răzvan Floris Alexa        | 22     | Verșeni   | „No Woman, No Cry” (Bob Marley)                 | —                                           | ✔                                           | ✔                                           | —                                           |

### Episodul 2 (5 octombrie)
Al doilea episod a fost difuzat pe 5 octombrie 2013.
| Ordine | Concurent                           | Vârstă | Origine     | Cântec                                                         | Alegerile antrenorilor și ale concurenților | Alegerile antrenorilor și ale concurenților | Alegerile antrenorilor și ale concurenților | Alegerile antrenorilor și ale concurenților |
| Ordine | Concurent                           | Vârstă | Origine     | Cântec                                                         | Brenciu                                     | Loredana                                    | Smiley                                      | Moga                                        |
| ------ | ----------------------------------- | ------ | ----------- | -------------------------------------------------------------- | ------------------------------------------- | ------------------------------------------- | ------------------------------------------- | ------------------------------------------- |
| 1      | Diana Irina Vasian                  | 26     | Lupeni      | „Try” (Pink)                                                   | —                                           | —                                           | —                                           | —                                           |
| 2      | Diana Arvinte                       | 24     | Constanța   | „American Woman” (The Guess Who)                               | ✔                                           | ✔                                           | —                                           | —                                           |
| 3      | Adrian Molnar                       | 28     | Reghin      | „Just the Way You Are” (Bruno Mars)                            | —                                           | —                                           | ✔                                           | ✔                                           |
| 4      | Laurențiu Giulio Vasilescu          | 34     | București   | „Crying in the Rain” (The Everly Brothers / a-ha)              | —                                           | —                                           | —                                           | —                                           |
| 5      | Ana Diana Kalmar                    | 24     | Cluj-Napoca | „Next to Me” (Emeli Sandé)                                     | ✔                                           | ✔                                           | —                                           | —                                           |
| 6      | Florin Ilinca                       | 22     | București   | „Du hast” (Rammstein)                                          | ✔                                           | —                                           | —                                           | —                                           |
| 7      | Sânziana Norina Niculae             | 19     | Urziceni    | „Blue Jeans” (Lana Del Rey)                                    | ✔                                           | ✔                                           | ✔                                           | ✔                                           |
| 8      | Elena Carafizi                      | 19     | Chișinău    | „Why Don't You Love Me?” (Beyoncé)                             | —                                           | —                                           | —                                           | —                                           |
| 9      | Ștefan Angelo Simonică              | 17     | București   | „The Man Who Can't Be Moved” (The Script)                      | —                                           | —                                           | —                                           | ✔                                           |
| 10     | Alexandru Cibotaru                  | 28     | Chișinău    | „Atât de singur” (Talisman)                                    | —                                           | —                                           | —                                           | —                                           |
| 11     | Adrian Nour                         | 32     | Galați      | „The Girl from Ipanema” (Astrud și João Gilberto și Stan Getz) | ✔                                           | —                                           | —                                           | —                                           |
| 12     | Muneer Ahmed Salim Ahmed al-Obeidli | 29     | Abu Dhabi   | „Ride It” (Jay Sean)                                           | ✔                                           | ✔                                           | ✔                                           | ✔                                           |
| 13     | Cosmin Pienariu                     | 32     | Sebeș       | „Te iubesc, femeie” (Ștefan Bănică jr.)                        | —                                           | —                                           | —                                           | —                                           |
| 14     | Alina Manuela Păun                  | 17     | București   | „One and Only” (Adele)                                         | —                                           | ✔                                           | —                                           | —                                           |

### Episodul 3 (12 octombrie)
Al treilea episod a fost difuzat pe 12 octombrie 2013.
| Ordine | Concurent                      | Vârstă | Origine        | Cântec                                                 | Alegerile antrenorilor și ale concurenților | Alegerile antrenorilor și ale concurenților | Alegerile antrenorilor și ale concurenților | Alegerile antrenorilor și ale concurenților |
| Ordine | Concurent                      | Vârstă | Origine        | Cântec                                                 | Brenciu                                     | Loredana                                    | Smiley                                      | Moga                                        |
| ------ | ------------------------------ | ------ | -------------- | ------------------------------------------------------ | ------------------------------------------- | ------------------------------------------- | ------------------------------------------- | ------------------------------------------- |
| 1      | Silviu Mircescu                | 23     | București      | „Dragostea-i nebună” (Stigma)                          | —                                           | —                                           | —                                           | —                                           |
| 2      | Claudia Elena Iuga             | 34     | Arad           | „Holding Out for a Hero” (Bonnie Tyler)                | —                                           | ✔                                           | ✔                                           | —                                           |
| 3      | Răzvan Pașca                   | 25     | Baia Mare      | „When I Was Your Man” (Bruno Mars)                     | —                                           | ✔                                           | —                                           | ✔                                           |
| 4      | Fănel Cornelius                | 38     | Castrop-Rauxel | „You” (Ten Sharp)                                      | —                                           | —                                           | —                                           | —                                           |
| 5      | Alexandra-Stela „Stella” Anița | 30     | București      | „Impossible” (Shontelle)                               | ✔                                           | ✔                                           | ✔                                           | ✔                                           |
| 6      | Ruxandra Măcărescu             | 27     | București      | „You Know I'm No Good” (Amy Winehouse)                 | ✔                                           | —                                           | —                                           | —                                           |
| 7      | Claudiu Daniel Grosu           | 28     | București      | „Volare” (Domenico Modugno / Gipsy Kings)              | —                                           | ✔                                           | ✔                                           | —                                           |
| 8      | Adrian Pleșcău                 | 23     | Brașov         | „You Need Me, I Don't Need You” (Ed Sheeran)           | —                                           | —                                           | —                                           | —                                           |
| 9      | Felix Iulian Burdușa           | 21     | Focșani        | „What Goes Around... Comes Around” (Justin Timberlake) | —                                           | ✔                                           | —                                           | ✔                                           |
| 10     | Jovana Milovanović             | 17     | Cuvin          | „I Was Here” (Beyoncé)                                 | —                                           | —                                           | —                                           | ✔                                           |
| 11     | Mihaela Câmpean                | 49     | București      | „Dream a Little Dream of Me” (Ozzie Nelson)            | —                                           | —                                           | —                                           | —                                           |
| 12     | Andrei Chermeleu               | 28     | București      | „Red” (Daniel Merriweather)                            | ✔                                           | ✔                                           | ✔                                           | ✔                                           |
| 13     | Marcela Scripcaru              | 24     | București      | „Queen of the Night” (Whitney Houston)                 | —                                           | ✔                                           | —                                           | —                                           |

### Episodul 4 (19 octombrie)
Al patrulea episod a fost difuzat pe 19 octombrie 2013.
| Ordine | Concurent                | Vârstă | Origine     | Cântec                                                 | Alegerile antrenorilor și ale concurenților | Alegerile antrenorilor și ale concurenților | Alegerile antrenorilor și ale concurenților | Alegerile antrenorilor și ale concurenților |
| Ordine | Concurent                | Vârstă | Origine     | Cântec                                                 | Brenciu                                     | Loredana                                    | Smiley                                      | Moga                                        |
| ------ | ------------------------ | ------ | ----------- | ------------------------------------------------------ | ------------------------------------------- | ------------------------------------------- | ------------------------------------------- | ------------------------------------------- |
| 1      | Monica Budui             | 25     | Târgu-Jiu   | „Don't Know Why” (Norah Jones)                         | —                                           | —                                           | —                                           | —                                           |
| 2      | Andrei Cristian Hanghiuc | 31     | București   | „I Need a Dollar” (Aloe Blacc)                         | ✔                                           | —                                           | ✔                                           | ✔                                           |
| 3      | Elena Șalaru             | 22     | Chișinău    | „Bring Me to Life” (Evanescence)                       | —                                           | —                                           | ✔                                           | —                                           |
| 4      | Mihai Farkaș             | 21     | Făgăraș     | „Please Forgive Me” (Bryan Adams)                      | ✔                                           | —                                           | —                                           | ✔                                           |
| 5      | Ștefan Lăutaru           | 21     | București   | „Jailhouse Rock” (Elvis Presley)                       | —                                           | —                                           | —                                           | —                                           |
| 6      | Gafton Valentin Câmpeanu | 22     | Târgu Neamț | „Insatiable” (Darren Hayes)                            | ✔                                           | —                                           | ✔                                           | —                                           |
| 7      | Kinga Réka Farkas        | 22     | Lupeni      | „Unfaithful” (Rihanna)                                 | ✔                                           | —                                           | —                                           | —                                           |
| 8      | Lucian Frâncu            | 26     | Brașov      | „Whataya Want from Me” (Adam Lambert)                  | ✔                                           | ✔                                           | ✔                                           | ✔                                           |
| 9      | Cătălina Maria Săplăcan  | 20     | Dej         | „Love You Like a Love Song” (Selena Gomez & the Scene) | —                                           | —                                           | —                                           | —                                           |
| 10     | Florin Mihai Mândru      | 37     | Târgu Mureș | „The Road to Hell” (Chris Rea)                         | ✔                                           | ✔                                           | —                                           | ✔                                           |
| 11     | Árpi Török               | 34     | Cluj-Napoca | „I Got You (I Feel Good)” (James Brown)                | ✔                                           | —                                           | ✔                                           | —                                           |
| 12     | Geanina Mariana Iorgoaia | 25     | Timișoara   | „I Love Rock 'n' Roll” (Arrows)                        | —                                           | —                                           | —                                           | —                                           |
| 13     | Elis Daniela Opriș       | 18     | Mangalia    | „Upside Down” (Paloma Faith)                           | ✔                                           | ✔                                           | —                                           | ✔                                           |

### Episodul 5 (26 octombrie)
Al cincilea episod a fost difuzat pe 26 octombrie 2013.
| Ordine | Concurent                          | Vârstă | Origine      | Cântec                                       | Alegerile antrenorilor și ale concurenților | Alegerile antrenorilor și ale concurenților | Alegerile antrenorilor și ale concurenților | Alegerile antrenorilor și ale concurenților |
| Ordine | Concurent                          | Vârstă | Origine      | Cântec                                       | Brenciu                                     | Loredana                                    | Smiley                                      | Moga                                        |
| ------ | ---------------------------------- | ------ | ------------ | -------------------------------------------- | ------------------------------------------- | ------------------------------------------- | ------------------------------------------- | ------------------------------------------- |
| 1      | Gheorghe Dan „Andi” Grasu          | 30     | Lugoj        | „Red” (Daniel Merriweather)                  | ✔                                           | —                                           | —                                           | ✔                                           |
| 2      | Alin Adrian Nica                   | 32     | Dudeștii Noi | „Sway” (Dean Martin)                         | —                                           | —                                           | —                                           | —                                           |
| 3      | Iolanda Moldoveanu                 | 21     | Brașov       | „Skyfall” (Adele)                            | —                                           | —                                           | ✔                                           | ✔                                           |
| 4      | George Cristian Secioreanu         | 22     | Tulcea       | „Copacul” (Aurelian Andreescu)               | ✔                                           | ✔                                           | ✔                                           | —                                           |
| 5      | Emilia Alina Dorobanțu             | 20     | Slatina      | „I Don't Believe You” (Pink)                 | ✔                                           | ✔                                           | —                                           | —                                           |
| 6      | Mihai Napu                         | 46     | București    | „Not the Same Dreams Anymore” (Oscar Benton) | —                                           | —                                           | —                                           | —                                           |
| 7      | Andrei Loică                       | 16     | Măgurele     | „If You're Not the One” (Daniel Bedingfield) | ✔                                           | ✔                                           | —                                           | ✔                                           |
| 8      | Mihai Răzvan Răducă                | 25     | Bacău        | „Ain't No Sunshine” (Bill Withers)           | ✔                                           | —                                           | —                                           | —                                           |
| 9      | Diana Mihaela Dolcan               | 20     | Brașov       | „Down on My Knees” (Ayọ)                     | —                                           | —                                           | —                                           | ✔                                           |
| 10     | Octavian Clonda                    | 33     | Brașov       | „Wherever You Will Go” (The Calling)         | —                                           | —                                           | —                                           | —                                           |
| 11     | Denisa Moșincat                    | 22     | Oradea       | „A Moment Like This” (Kelly Clarkson)        | ✔                                           | ✔                                           | ✔                                           | ✔                                           |
| 12     | Mihai Băjinaru                     | 41     | București    | „Sex Bomb” (Tom Jones și Mousse T.)          | —                                           | ✔                                           | —                                           | —                                           |
| 13     | Dudu Isabel (Sandu Traian Bărbuță) | 37     | Cluj-Napoca  | „Jump” (Van Halen)                           | ✔                                           | ✔                                           | ✔                                           | —                                           |

### Episodul 6 (2 noiembrie)
Al șaselea episod a fost difuzat pe 2 noiembrie 2013.
| Ordine | Concurent                | Vârstă | Origine   | Cântec                                       | Alegerile antrenorilor și ale concurenților | Alegerile antrenorilor și ale concurenților | Alegerile antrenorilor și ale concurenților | Alegerile antrenorilor și ale concurenților |
| Ordine | Concurent                | Vârstă | Origine   | Cântec                                       | Brenciu                                     | Loredana                                    | Smiley                                      | Moga                                        |
| ------ | ------------------------ | ------ | --------- | -------------------------------------------- | ------------------------------------------- | ------------------------------------------- | ------------------------------------------- | ------------------------------------------- |
| 1      | Ana-Maria Bucșă          | 16     | Botoșani  | „Hero” (Mariah Carey)                        | ✔                                           | ✔                                           | —                                           | —                                           |
| 2      | Alexandra Cristina Șipoș | 17     | București | „Try” (Pink)                                 | —                                           | —                                           | —                                           | —                                           |
| 3      | Cosmin Arsene            | 29     | Sinaia    | „Goodbye My Lover” (James Blunt)             | ✔                                           | ✔                                           | ✔                                           | ✔                                           |
| 4      | Marius Nicolae Marin     | 33     | Slobozia  | „She” (Charles Aznavour)                     | —                                           | ✔                                           | —                                           | ✔                                           |
| 5      | Georgia Dascălu          | 17     | București | „Girl on Fire” (Alicia Keys)                 | ✔                                           | —                                           | —                                           | ✔                                           |
| 6      | Nicoleta Țicală          | 24     | București | „Cry Baby” (Garnet Mimms and the Enchanters) | —                                           | —                                           | ✔                                           | —                                           |
| 7      | Florin Timbuc            | 18     | Brașov    | „Bed of Roses” (Bon Jovi)                    | ✔                                           | ✔                                           | —                                           | —                                           |
| 8      | Georgiana Jecu           | 27     | Oradea    | „Waterloo” (ABBA)                            | —                                           | —                                           | —                                           | —                                           |
| 9      | Mădălina Raluca Omania   | 31     | Botoșani  | „This World” (Selah Sue)                     | —                                           | ✔                                           | —                                           | ✔                                           |
| 10     | Gabriel Burduja          | 34     | Reșița    | „I Got a Woman” (Ray Charles)                | ✔                                           | ✔                                           | ✔                                           | —                                           |
| 11     | Alexandru Ionuț Florea   | 21     | Constanța | „Save Room” (John Legend)                    | —                                           | —                                           | —                                           | —                                           |
| 12     | Diana Odeșteanu          | 44     | Brașov    | „Crazy” (Patsy Cline)                        | —                                           | —                                           | —                                           | —                                           |
| 13     | Romeo Zaharia            | 36     | Vaslui    | „Kiss” (Prince and The Revolution)           | —                                           | ✔                                           | —                                           | —                                           |

## Confruntări, cântecul decisiv
După audițiile pe nevăzute, fiecare antrenor a avut câte 14 concurenți pentru etapa confruntărilor, care a fost filmată pe 10 și 11 octombrie 2013 la Studiourile MediaPro din Buftea și difuzată pe 9, 16 și 23 noiembrie 2013. Antrenorii și-au redus numărul de concurenți la jumătate, cu ajutorul unor consilieri, și au „furat” câte doi concurenți fiecare din celelalte echipe. Horia Brenciu a fost consiliat de Monica Anghel, Loredana, de Cornel Ilie, Smiley, de Șerban Cazan, iar Marius Moga, de Randi.

### Confruntări (9, 16, 23 noiembrie)
| Legendă | - Concurent învingător - Concurent învins, dar „furat” | - Concurent învins și eliminat - ⃠ Antrenorul nu a putut fura acest concurent |

| Ord.                      | Antrenor                 | Învingător               | Cântec                                                                         | Învins                   | Rezultatul „furtului”    | Rezultatul „furtului”    | Rezultatul „furtului”    | Rezultatul „furtului”    |
| Ord.                      | Antrenor                 | Învingător               | Cântec                                                                         | Învins                   | Brenciu                  | Loredana                 | Smiley                   | Moga                     |
| Episodul 7 (9 noiembrie)  | Episodul 7 (9 noiembrie) | Episodul 7 (9 noiembrie) | Episodul 7 (9 noiembrie)                                                       | Episodul 7 (9 noiembrie) | Episodul 7 (9 noiembrie) | Episodul 7 (9 noiembrie) | Episodul 7 (9 noiembrie) | Episodul 7 (9 noiembrie) |
| ------------------------- | ------------------------ | ------------------------ | ------------------------------------------------------------------------------ | ------------------------ | ------------------------ | ------------------------ | ------------------------ | ------------------------ |
| 1                         | Smiley                   | Claudia Iuga             | „When You're Gone” (Bryan Adams și Melanie C)                                  | Gabriel Burduja          | —                        | —                        | ⃠                         | —                        |
| 2                         | Horia Brenciu            | Diana Arvinte            | „Dance Dance” (BZN)                                                            | Gabriel Kisczuk          | ⃠                         | —                        | —                        | ✔                        |
| 3                         | Marius Moga              | Jovana Milovanović       | „The World Is Not Enough” (Garbage)                                            | Mădălina Omania          | —                        | —                        | —                        | ⃠                         |
| 4                         | Loredana Groza           | Aurel Niamțu             | „Nu m-am gândit la despărțire” (Dan Spătaru)                                   | Romeo Zaharia            | —                        | ⃠                         | —                        | —                        |
| 5                         | Smiley                   | Iolanda Moldoveanu       | „Another Day in Paradise” (Phil Collins)                                       | Gabriel Onilă            | —                        | —                        | ⃠                         | —                        |
| 6                         | Marius Moga              | Angelo Simonică          | „Papa Was a Rollin' Stone” (The Temptations)                                   | Elis Opriș               | —                        | —                        | —                        | ⃠                         |
| 7                         | Horia Brenciu            | Mihai Chițu              | „Kids” (Robbie Williams și Kylie Minogue)                                      | Ruxandra Măcărescu       | ⃠                         | —                        | —                        | —                        |
| 8                         | Smiley                   | George Secioreanu        | „Creep” (Radiohead)                                                            | Elena Șalaru             | ✔                        | —                        | ⃠                         | ✔                        |
| 9                         | Loredana Groza           | Alina Dorobanțu          | „Nobody Wants to Be Lonely” (Ricky Martin și Christina Aguilera)               | Mihai Băjinaru           | —                        | ⃠                         | —                        | —                        |
| 10                        | Marius Moga              | Dana Torop               | „If You Don't Know Me By Now” (Harold Melvin & the Blue Notes)                 | Bogdan Olaru             | —                        | —                        | ✔                        | ⃠                         |
| Episodul 8 (16 noiembrie) |                          |                          |                                                                                |                          |                          |                          |                          |                          |
| 1                         | Smiley                   | Nicoleta Țicală          | „Delicate” (Terence Trent D'Arby și Des'ree)                                   | Cosmin Arsene            | —                        | —                        | ⃠                         | —                        |
| 2                         | Horia Brenciu            | Árpi Török               | „Locked Out of Heaven” (Bruno Mars)                                            | Răzvan Răducă            | ⃠                         | —                        | —                        | —                        |
| 3                         | Marius Moga              | Andi Grasu               | „Summer of '69” (Bryan Adams)                                                  | Răzvan Pașca             | —                        | ✔                        | —                        | ⃠                         |
| 4                         | Loredana Groza           | Andrei Chermeleu         | „Suddenly” (Olivia Newton-John și Cliff Richard)                               | Alina Păun               | —                        | ⃠                         | —                        | —                        |
| 5                         | Smiley                   | Stella Anița             | „Beneath Your Beautiful” (Labrinth și Emeli Sandé)                             | Andrei Hanghiuc          | ✔                        | —                        | ⃠                         | ✔                        |
| 6                         | Marius Moga              | Felix Burdușa            | „With You” (Chris Brown)                                                       | Mihai Farkaș             | —                        | —                        | —                        | ⃠                         |
| 7                         | Horia Brenciu            | Ana-Maria Mirică         | „Inima ta” (Corina Chiriac)                                                    | Adrian Nour              | ⃠                         | —                        | ✔                        | ✔                        |
| 8                         | Smiley                   | Răzvan Alexa             | „Somebody to Love Me” (M. Ronson & The Business Intl., Boy George și A. Wyatt) | Valentin Câmpeanu        | —                        | —                        | ⃠                         | —                        |
| 9                         | Loredana Groza           | Florin Mândru            | „N'oubliez jamais” (Joe Cocker)                                                | Claudiu Grosu            | —                        | ⃠                         | —                        | —                        |
| 10                        | Marius Moga              | Andrei Loică             | „Fix You” (Coldplay)                                                           | Diana Dolcan             | —                        | —                        | —                        | ⃠                         |
| Episodul 9 (23 noiembrie) |                          |                          |                                                                                |                          |                          |                          |                          |                          |
| 1                         | Loredana Groza           | Marius Marin             | „Tonight” (Reamonn)                                                            | Marcela Scripcaru        | —                        | ⃠                         | —                        | —                        |
| 2                         | Horia Brenciu            | Florin Timbuc            | „Crazy Little Thing Called Love” (Queen)                                       | Kinga Farkas             | ⃠                         | ✔                        | —                        | —                        |
| 3                         | Smiley                   | Lucian Frâncu            | „Love Me Again” (John Newman) / „Get Lucky” (Daft Punk și Pharrell Williams)   | Adrian Molnar            | —                        | —                        | ⃠                         | —                        |
| 4                         | Loredana Groza           | Muneer al-Obeidli        | „I Belong to You” (Lenny Kravitz)                                              | Ana Kalmar               | —                        | ⃠                         | —                        | —                        |
| 5                         | Horia Brenciu            | Florin Ilinca            | „Where the Wild Roses Grow” (Nick Cave and the Bad Seeds și Kylie Minogue)     | Andrada Ghiorma          | ⃠                         | —                        | —                        | —                        |
| 6                         | Marius Moga              | Sânziana Niculae         | „Turn Off the Light” (Nelly Furtado)                                           | Georgia Dascălu          | ✔                        | —                        | —                        | ⃠                         |
| 7                         | Loredana Groza           | Iulia Dumitrache         | „It Takes Two” (Marvin Gaye și Kim Weston)                                     | Dudu Isabel              | —                        | ⃠                         | —                        | —                        |
| 8                         | Horia Brenciu            | Denisa Moșincat          | „La La La” (Naughty Boy și Sam Smith)                                          | Ana-Maria Bucșă          | ⃠                         | —                        | —                        | —                        |

### Cântecul decisiv (23 noiembrie)
| Ordine | Antrenor       | Cântec                                       | Concurenți         | Concurenți       | Cântec                            |
| ------ | -------------- | -------------------------------------------- | ------------------ | ---------------- | --------------------------------- |
| 1      | Marius Moga    | „I Was Here” (Beyoncé)                       | Jovana Milovanović | Gabriel Kisczuk  | „I'm Still Standing” (Elton John) |
| 2      | Horia Brenciu  | „American Woman” (The Guess Who)             | Diana Arvinte      | Georgia Dascălu  | „Girl on Fire” (Alicia Keys)      |
| 3      | Loredana Groza | „When I Was Your Man” (Bruno Mars)           | Răzvan Pașca       | Iulia Dumitrache | „Shy Guy” (Diana King)            |
| 4      | Smiley         | „Cry Baby” (Garnet Mimms and the Enchanters) | Nicoleta Țicală    | Bogdan Olaru     | „Help!” (The Beatles)             |

## Spectacole live

### Săptămâna 1: primii 32, partea I (1 decembrie)
Primul spectacol live a avut loc pe 1 decembrie 2013. În cadrul acestuia, au concurat câte 4 concurenți din fiecare echipă. Regula ediției a fost următoarea: din fiecare echipă, concurentul care a primit cele mai multe voturi din partea publicului (prin SMS și/sau telefon) și un alt concurent ales de antrenor din aceeași echipă au trecut în etapa următoare.
| Legendă | Concurent salvat de public | Concurent salvat de antrenor | Concurent eliminat |

| Ordine | Antrenor       | Concurent          | Cântec                                            | Rezultat            |
| ------ | -------------- | ------------------ | ------------------------------------------------- | ------------------- |
| 1      | Smiley         | Lucian Frâncu      | „18 ani” (Vama Veche)                             | A doua eliminare    |
| 2      | Horia Brenciu  | Andrei Hanghiuc    | „Isn't She Lovely?” (Stevie Wonder)               | A doua eliminare    |
| 3      | Loredana Groza | Alina Dorobanțu    | „Lie, ciocârlie” (Maria Lătărețu)                 | Salvată de public   |
| 4      | Marius Moga    | Andrei Loică       | „Let Her Go” (Passenger)                          | A doua eliminare    |
| 5      | Smiley         | Claudia Iuga       | „Hot Stuff” (Donna Summer)                        | Salvată de public   |
| 6      | Horia Brenciu  | Florin Timbuc      | „Mama, I'm Coming Home” (Ozzy Osbourne)           | Prima eliminare     |
| 7      | Loredana Groza | Aurel Niamțu       | „De vrei să știi ce înseamnă român” (Dan Spătaru) | Prima eliminare     |
| 8      | Marius Moga    | Jovana Milovanović | „Tu n-ai avut curaj” (Mădălina Manole)            | Salvată de antrenor |
| 9      | Smiley         | Răzvan Alexa       | „Oare știi” (Simplu)                              | Prima eliminare     |
| 10     | Horia Brenciu  | Denisa Moșincat    | „Iartă” (Mihaela Runceanu)                        | Salvată de public   |
| 11     | Loredana Groza | Iulia Dumitrache   | „Think Twice” (Céline Dion)                       | A doua eliminare    |
| 12     | Marius Moga    | Dana Torop         | „Mociriță” (Narcisa Suciu)                        | Prima eliminare     |
| 13     | Smiley         | Iolanda Moldoveanu | „Believe” (Cher)                                  | Salvată de antrenor |
| 14     | Horia Brenciu  | Ana-Maria Mirică   | „Hora din Moldova” (Nelly Ciobanu)                | Salvată de antrenor |
| 15     | Loredana Groza | Florin Mândru      | „18 til I Die” (Bryan Adams)                      | Salvat de antrenor  |
| 16     | Marius Moga    | Andi Grasu         | „It's a Man's Man's Man's World” (James Brown)    | Salvat de public    |

| Ordine | Artist                              | Cântec                  |
| ------ | ----------------------------------- | ----------------------- |
| 1      | Cei 32 de concurenți din etapa live | „Deșteaptă-te, române!” |
| 2      | Stromae                             | „Alors on danse”        |
| 3      | Stromae                             | „Papaoutai”             |
| 4      | What's Up și deMoga Music           | „LMA”                   |

### Săptămâna 2: primii 32, partea a II-a (7 decembrie)
Al doilea spectacol live a avut loc pe 7 decembrie 2013. În cadrul acestuia, au concurat câte 4 concurenți din fiecare echipă. Regula ediției a fost aceeași ca la episodul precedent.
| Ordine | Antrenor       | Concurent         | Cântec                                    | Rezultat            |
| ------ | -------------- | ----------------- | ----------------------------------------- | ------------------- |
| 1      | Horia Brenciu  | Arpi Török        | „Baila morena” (Zucchero și Maná)         | A doua eliminare    |
| 2      | Loredana Groza | Kinga Farkas      | „Born This Way” (Lady Gaga)               | Prima eliminare     |
| 3      | Smiley         | George Secioreanu | „As Long as You Love Me” (Justin Bieber)  | Prima eliminare     |
| 4      | Marius Moga    | Angelo Simonică   | „Rockstar” (Nickelback)                   | A doua eliminare    |
| 5      | Horia Brenciu  | Florin Ilinca     | „Summer Wind” (Wayne Newton)              | Prima eliminare     |
| 6      | Loredana Groza | Andrei Chermeleu  | „Father Figure” (George Michael)          | A doua eliminare    |
| 7      | Smiley         | Stella Anița      | „I'm Outta Love” (Anastacia)              | Salvată de antrenor |
| 8      | Marius Moga    | Elena Șalaru      | „Waterfalls” (TLC)                        | Prima eliminare     |
| 9      | Horia Brenciu  | Georgia Dascălu   | „Ain't No Other Man” (Christina Aguilera) | Salvată de antrenor |
| 10     | Loredana Groza | Marius Marin      | „September” (Earth, Wind & Fire)          | Salvat de public    |
| 11     | Smiley         | Nicoleta Țicală   | „Run to You” (Whitney Houston)            | A doua eliminare    |
| 12     | Marius Moga    | Felix Burdușa     | „I'll Make Love to You” (Boyz II Men)     | Salvat de antrenor  |
| 13     | Horia Brenciu  | Mihai Chițu       | „One More Try” (George Michael)           | Salvat de public    |
| 14     | Loredana Groza | Muneer al-Obeidli | „Desert Rose” (Sting și Șab Mami)         | Salvat de antrenor  |
| 15     | Smiley         | Adrian Nour       | „La bohème” (Charles Aznavour)            | Salvat de public    |
| 16     | Marius Moga    | Sânziana Niculae  | „Give Me One Reason” (Tracy Chapman)      | Salvată de public   |

| Ordine | Artist                    | Cântec                  |
| ------ | ------------------------- | ----------------------- |
| 1      | Smiley și Dorian          | „Can I Get A...”        |
| 2      | Baletul Edi Stancu        | „Bang Bang” (will.i.am) |
| 3      | Julie Mayaya și Zaza Band | „Stay”                  |

### Săptămâna 3: primii 16 (14 decembrie)
Al treilea spectacol live a avut loc pe 14 decembrie 2013. În cadrul acestuia, au concurat ultimii 4 concurenți rămași din fiecare echipă. Regula ediției a fost aceeași ca la episodul precedent.
| Ordine | Antrenor       | Concurent          | Cântec                                                    | Rezultat            |
| ------ | -------------- | ------------------ | --------------------------------------------------------- | ------------------- |
| 1      | Marius Moga    | Andi Grasu         | „Don't Stop Me Now” (Queen)                               | Prima eliminare     |
| 2      | Loredana Groza | Alina Dorobanțu    | „Jolene” (Dolly Parton)                                   | A doua eliminare    |
| 3      | Horia Brenciu  | Georgia Dascălu    | „Because You Loved Me” (Céline Dion)                      | A doua eliminare    |
| 4      | Smiley         | Adrian Nour        | „Buona sera signorina” (Louis Prima)                      | Salvat de antrenor  |
| 5      | Loredana Groza | Florin Mândru      | „Runaway Train” (Soul Asylum)                             | Prima eliminare     |
| 6      | Marius Moga    | Jovana Milovanović | „I Will Always Love You” (Dolly Parton / Whitney Houston) | Salvată de antrenor |
| 7      | Horia Brenciu  | Denisa Moșincat    | „All I Want for Christmas Is You” (Mariah Carey)          | Prima eliminare     |
| 8      | Smiley         | Stella Anița       | „Hallelujah” (Leonard Cohen)                              | A doua eliminare    |
| 9      | Marius Moga    | Sânziana Niculae   | „The Show Must Go On” (Queen)                             | Salvată de public   |
| 10     | Loredana Groza | Marius Marin       | „Nights in White Satin” (The Moody Blues)                 | Salvat de public    |
| 11     | Horia Brenciu  | Ana-Maria Mirică   | „Flashdance... What a Feeling” (Irene Cara)               | Salvată de antrenor |
| 12     | Smiley         | Iolanda Moldoveanu | „It's Raining Men” (The Weather Girls)                    | Prima eliminare     |
| 13     | Loredana Groza | Muneer al-Obeidli  | „Hello” (Lionel Richie)                                   | Salvat de antrenor  |
| 14     | Smiley         | Claudia Iuga       | „Stop!” (Sam Brown)                                       | Salvată de public   |
| 15     | Marius Moga    | Felix Burdușa      | „Breathe Easy” (Blue)                                     | A doua eliminare    |
| 16     | Horia Brenciu  | Mihai Chițu        | „I Don't Want to Miss a Thing” (Aerosmith)                | Salvat de public    |

| Ordine | Artist             | Cântec                        |
| ------ | ------------------ | ----------------------------- |
| 1      | Horia Brenciu      | „Hello”                       |
| 2      | Baletul Edi Stancu | „Happy” (C2C și Derek Martin) |
| 3      | Daniel Dragomir    | „Niciodată nu e de ajuns”     |

### Săptămâna 4: semifinala (21 decembrie)
Semifinala a avut loc pe 21 decembrie 2013. În cadrul acesteia, au concurat ultimii 2 concurenți rămași în fiecare echipă, interpretând fiecare câte două piese, una dintre acestea fiind legată de perioada sărbătorilor. Finalistul fiecărei echipe a fost determinat prin combinația în proporții egale a deciziei antrenorului și a votului public.
| Antrenor       | Concurent          | Ordine | Cântec solo (de sărbători)                     | Ordine | Cântec solo (nicio temă impusă)                                    | Rezultat  |
| -------------- | ------------------ | ------ | ---------------------------------------------- | ------ | ------------------------------------------------------------------ | --------- |
| Smiley         | Claudia Iuga       | 1      | „Iarna (Milioane)” (Nicola)                    | 9      | „We Don't Need Another Hero (Thunderdome)” (Tina Turner)           | Eliminată |
| Marius Moga    | Jovana Milovanović | 2      | „O Holy Night” (Céline Dion)                   | 10     | „Bleeding Love” (Leona Lewis)                                      | Eliminată |
| Horia Brenciu  | Ana-Maria Mirică   | 11     | „Vis de iarnă” (Andra)                         | 3      | „Theme from New York, New York” (Liza Minnelli)                    | Eliminată |
| Loredana Groza | Muneer al-Obeidli  | 4      | „Sanie cu zurgălăi” (Maria Lătărețu)           | 12     | „Talk Dirty” (Jason Derülo și 2 Chainz) / „Nour el ain” (Amr Diab) | Eliminat  |
| Smiley         | Adrian Nour        | 5      | „Joy to the World” (Andrew Ripp)               | 13     | „The Blower's Daughter” (Damien Rice)                              | Salvat    |
| Marius Moga    | Sânziana Niculae   | 6      | „Santa Claus Is Coming to Town” (Mariah Carey) | 14     | „Georgia on My Mind” (Ray Charles)                                 | Salvată   |
| Horia Brenciu  | Mihai Chițu        | 7      | „La Viflaim, colo-n jos” (Paula Seling)        | 15     | „Delilah” (Tom Jones)                                              | Salvat    |
| Loredana Groza | Marius Marin       | 16     | „Everybody Loves Somebody” (Dean Martin)       | 8      | „It's Not Unusual” (Tom Jones)                                     | Salvat    |

| Ordine | Artist                     | Cântec                             |
| ------ | -------------------------- | ---------------------------------- |
| 1      | Loredana și Carla's Dreams | „Lumea ta”                         |
| 2      | Baletul Edi Stancu         | Colaj de muzică populară și trance |
| 3      | Liviu Teodorescu           | „Ești piesă”                       |

| Antrenor       | Finalist         | Finalist | Procent antrenor/televot | Eliminat | Eliminat           |
| -------------- | ---------------- | -------- | ------------------------ | -------- | ------------------ |
| Smiley         | Adrian Nour      | 117%     | 50%                      | 83%      | Claudia Iuga       |
| Smiley         | Adrian Nour      | 117%     | 67% 33%                  | 83%      | Claudia Iuga       |
| Marius Moga    | Sânziana Niculae | 113%     | 50%                      | 87%      | Jovana Milovanović |
| Marius Moga    | Sânziana Niculae | 113%     | 63% 37%                  | 87%      | Jovana Milovanović |
| Horia Brenciu  | Mihai Chițu      | 117%     | 50%                      | 83%      | Ana-Maria Mirică   |
| Horia Brenciu  | Mihai Chițu      | 117%     | 67% 33%                  | 83%      | Ana-Maria Mirică   |
| Loredana Groza | Marius Marin     | 114%     | 50%                      | 86%      | Muneer al-Obeidli  |
| Loredana Groza | Marius Marin     | 114%     | 64% 36%                  | 86%      | Muneer al-Obeidli  |

### Săptămâna 5: finala (26 decembrie)
Finala a avut loc pe 26 decembrie 2013. Fiecare concurent a interpretat câte trei piese: una solo, una în duet cu antrenorul și una în duet cu un muzician cunoscut din România. Votul publicului a decis câștigătorul.
| Antrenor       | Concurent        | Ordine | Cântec solo                                        | Ordine | Cântec în duet (cu antrenorul)                  | Ordine | Cântec în duet (cu un muzician cunoscut)                   | Loc |
| -------------- | ---------------- | ------ | -------------------------------------------------- | ------ | ----------------------------------------------- | ------ | ---------------------------------------------------------- | --- |
| Horia Brenciu  | Mihai Chițu      | 7      | „Caruso” (Lucio Dalla)                             | 1      | „'O sole mio”                                   | 11     | Colaj — cu Corina Chiriac (Corina Chiriac și Marius Țeicu) | 1   |
| Loredana Groza | Marius Marin     | 2      | „Rhythm of My Heart” (Rod Stewart)                 | 9      | „Unforgettable” (Natalie Cole și Nat King Cole) | 5      | „Cântec pentru prieteni” (Compact) — cu Paul Ciuci         | 4   |
| Smiley         | Adrian Nour      | 10     | „Loucura” (Mariza)                                 | 6      | „I Can't Dance” (Genesis)                       | 3      | „A Whole New World” — cu Sore (Brad Kane și Lea Salonga)   | 3   |
| Marius Moga    | Sânziana Niculae | 12     | „Killing Me Softly with His Song” (Lori Lieberman) | 4      | „Hips Don't Lie” (Shakira și Wyclef Jean)       | 8      | „Who Wants to Live Forever” (Queen) — cu Bodo              | 2   |

| Ordine | Artist | Cântec                                               |
| ------ | --- | ---------------------------------------------------- |
| 1      | Angelo, Andrei Chermeleu, Răzvan, Andrei Loică, George, Ana-Maria, Georgia, Iolanda, Iulia, Stella, Muneer, Felix, Alina, Dana, Jovana, Claudia, Florin Ilinca, Aurel, Andrei Hanghiuc, Florin Mândru | „Oh Happy Day”                                       |
| 2      | Georgia Dascălu | „Ambition”                                           |
| 3      | DeM'Boyz | „One Way or Another (Teenage Kicks)” (One Direction) |
| 4      | Shift și Imre Vízi | „După ani și ani”                                    |
| 5      | Loredana Groza | „It's Magic” (Doris Day)                             |
| 6      | Mihai Chițu și Horia Brenciu | „'O sole mio”                                        |

1. ↑  Colajul a cuprins piesele: „O clipă de sinceritate” (Corina Chiriac), „Păi de ce?” (Corina Chiriac), „Ne cunoaștem din vedere” (Corina Chiriac), „Unde erai?” (Corina Chiriac și Marius Țeicu) și „Opriți timpul” (Corina Chiriac).
2. ↑  Trupă formată din Felix Burdușa, Andrei Loică și Angelo Simonică, foști concurenți în echipa Moga.

| Loc | Antrenor       | Concurent        | Rezultat |
| --- | -------------- | ---------------- | -------- |
| 1   | Horia Brenciu  | Mihai Chițu      | 37,34%   |
| 2   | Marius Moga    | Sânziana Niculae | 36,56%   |
| 3   | Smiley         | Adrian Nour      | ?        |
| 4   | Loredana Groza | Marius Marin     | ?        |

## Tabelele eliminărilor
| Legendă | Legendă                                                                          |
| --- | -------------------------------------------------------------------------------- |
| - Concurent în echipa Brenciu - Concurent în echipa Loredana - Concurent în echipa Smiley - Concurent în echipa Moga | - Concurent salvat de public - Concurent salvat de antrenor - Concurent eliminat |

### Combinat
| Concurent ↓ Episod → | Concurent ↓ Episod → | Săptămâna 1 | Săptămâna 2 | Săptămâna 3                | Săptămâna 4                | Săptămâna 5                |
| -------------------- | -------------------- | ----------- | ----------- | -------------------------- | -------------------------- | -------------------------- |
|                      | Mihai Chițu          |             | Salvat      | Salvat                     | Salvat (117 p.)            | Câștigător (37,34%)        |
|                      | Sânziana Niculae     |             | Salvată     | Salvată                    | Salvată (113 p.)           | Locul 2 (36,56%)           |
|                      | Adrian Nour          |             | Salvat      | Salvat                     | Salvat (117 p.)            | Locul 3                    |
|                      | Marius Marin         |             | Salvat      | Salvat                     | Salvat (114 p.)            | Locul 4                    |
|                      | Jovana Milovanović   | Salvată     |             | Salvată                    | Eliminată (87 p.)          | Eliminați (locurile 5–8)   |
|                      | Muneer al-Obeidli    |             | Salvat      | Salvat                     | Eliminat (86 p.)           | Eliminați (locurile 5–8)   |
|                      | Claudia Iuga         | Salvată     |             | Salvată                    | Eliminată (83 p.)          | Eliminați (locurile 5–8)   |
|                      | Ana-Maria Mirică     | Salvată     |             | Salvată                    | Eliminată (83 p.)          | Eliminați (locurile 5–8)   |
|                      | Alina Dorobanțu      | Salvată     |             | Eliminată                  | Eliminați (locurile 9–16)  | Eliminați (locurile 9–16)  |
|                      | Stella Anița         |             | Salvată     | Eliminată                  | Eliminați (locurile 9–16)  | Eliminați (locurile 9–16)  |
|                      | Felix Burdușa        |             | Salvat      | Eliminat                   | Eliminați (locurile 9–16)  | Eliminați (locurile 9–16)  |
|                      | Georgia Dascălu      |             | Salvată     | Eliminată                  | Eliminați (locurile 9–16)  | Eliminați (locurile 9–16)  |
|                      | Andi Grasu           | Salvat      |             | Eliminat                   | Eliminați (locurile 9–16)  | Eliminați (locurile 9–16)  |
|                      | Denisa Moșincat      | Salvată     |             | Eliminată                  | Eliminați (locurile 9–16)  | Eliminați (locurile 9–16)  |
|                      | Florin Mândru        | Salvat      |             | Eliminat                   | Eliminați (locurile 9–16)  | Eliminați (locurile 9–16)  |
|                      | Iolanda Moldoveanu   | Salvată     |             | Eliminată                  | Eliminați (locurile 9–16)  | Eliminați (locurile 9–16)  |
|                      | Andrei Chermeleu     |             | Eliminat    | Eliminați (locurile 17–32) | Eliminați (locurile 17–32) | Eliminați (locurile 17–32) |
|                      | Angelo Simonică      |             | Eliminat    | Eliminați (locurile 17–32) | Eliminați (locurile 17–32) | Eliminați (locurile 17–32) |
|                      | Árpi Török           |             | Eliminat    | Eliminați (locurile 17–32) | Eliminați (locurile 17–32) | Eliminați (locurile 17–32) |
|                      | Nicoleta Țicală      |             | Eliminată   | Eliminați (locurile 17–32) | Eliminați (locurile 17–32) | Eliminați (locurile 17–32) |
|                      | Kinga Farkas         |             | Eliminată   | Eliminați (locurile 17–32) | Eliminați (locurile 17–32) | Eliminați (locurile 17–32) |
|                      | Florin Ilinca        |             | Eliminat    | Eliminați (locurile 17–32) | Eliminați (locurile 17–32) | Eliminați (locurile 17–32) |
|                      | George Secioreanu    |             | Eliminat    | Eliminați (locurile 17–32) | Eliminați (locurile 17–32) | Eliminați (locurile 17–32) |
|                      | Elena Șalaru         |             | Eliminată   | Eliminați (locurile 17–32) | Eliminați (locurile 17–32) | Eliminați (locurile 17–32) |
|                      | Iulia Dumitrache     | Eliminată   |             | Eliminați (locurile 17–32) | Eliminați (locurile 17–32) | Eliminați (locurile 17–32) |
|                      | Lucian Frâncu        | Eliminat    |             | Eliminați (locurile 17–32) | Eliminați (locurile 17–32) | Eliminați (locurile 17–32) |
|                      | Andrei Loică         | Eliminat    |             | Eliminați (locurile 17–32) | Eliminați (locurile 17–32) | Eliminați (locurile 17–32) |
|                      | Andrei Hanghiuc      | Eliminat    |             | Eliminați (locurile 17–32) | Eliminați (locurile 17–32) | Eliminați (locurile 17–32) |
|                      | Răzvan Alexa         | Eliminat    |             | Eliminați (locurile 17–32) | Eliminați (locurile 17–32) | Eliminați (locurile 17–32) |
|                      | Aurel Niamțu         | Eliminat    |             | Eliminați (locurile 17–32) | Eliminați (locurile 17–32) | Eliminați (locurile 17–32) |
|                      | Florin Timbuc        | Eliminat    |             | Eliminați (locurile 17–32) | Eliminați (locurile 17–32) | Eliminați (locurile 17–32) |
|                      | Dana Torop           | Eliminată   |             | Eliminați (locurile 17–32) | Eliminați (locurile 17–32) | Eliminați (locurile 17–32) |
| Concurent ↑ Etapă →  | Concurent ↑ Etapă →  | Primii 32   | Primii 32   | Primii 16                  | Semifinala                 | Finala                     |

### Pe echipe
| Episod → Concurent ↓ | Episod → Concurent ↓ | Săptămâna 1 | Săptămâna 2 | Săptămâna 3 | Săptămâna 4       | Săptămâna 5         |
| -------------------- | -------------------- | ----------- | ----------- | ----------- | ----------------- | ------------------- |
|                      | Mihai Chițu          |             | Salvat      | Salvat      | Salvat (117 p.)   | Câștigător (37,34%) |
|                      | Ana-Maria Mirică     | Salvată     |             | Salvată     | Eliminată (83 p.) |                     |
|                      | Georgia Dascălu      |             | Salvată     | Eliminată   |                   |                     |
|                      | Denisa Moșincat      | Salvată     |             | Eliminată   |                   |                     |
|                      | Árpi Török           |             | Eliminat    |             |                   |                     |
|                      | Florin Ilinca        |             | Eliminat    |             |                   |                     |
|                      | Andrei Hanghiuc      | Eliminat    |             |             |                   |                     |
|                      | Florin Timbuc        | Eliminat    |             |             |                   |                     |
|                      |                      |             |             |             |                   |                     |
|                      | Sânziana Niculae     |             | Salvată     | Salvată     | Salvată (113 p.)  | Locul 2 (36,56%)    |
|                      | Jovana Milovanović   | Salvată     |             | Salvată     | Eliminată (87 p.) |                     |
|                      | Felix Burdușa        |             | Salvat      | Eliminat    |                   |                     |
|                      | Andi Grasu           | Salvat      |             | Eliminat    |                   |                     |
|                      | Angelo Simonică      |             | Eliminat    |             |                   |                     |
|                      | Elena Șalaru         |             | Eliminată   |             |                   |                     |
|                      | Andrei Loică         | Eliminat    |             |             |                   |                     |
|                      | Dana Torop           | Eliminată   |             |             |                   |                     |
|                      |                      |             |             |             |                   |                     |
|                      | Adrian Nour          |             | Salvat      | Salvat      | Salvat (117 p.)   | Locul 3             |
|                      | Claudia Iuga         | Salvată     |             | Salvată     | Eliminată (83 p.) |                     |
|                      | Stella Anița         |             | Salvată     | Eliminată   |                   |                     |
|                      | Iolanda Moldoveanu   | Salvată     |             | Eliminată   |                   |                     |
|                      | Nicoleta Țicală      |             | Eliminată   |             |                   |                     |
|                      | George Secioreanu    |             | Eliminat    |             |                   |                     |
|                      | Lucian Frâncu        | Eliminat    |             |             |                   |                     |
|                      | Răzvan Alexa         | Eliminat    |             |             |                   |                     |
|                      |                      |             |             |             |                   |                     |
|                      | Marius Marin         |             | Salvat      | Salvat      | Salvat (114 p.)   | Locul 4             |
|                      | Muneer al-Obeidli    |             | Salvat      | Salvat      | Eliminat (86 p.)  |                     |
|                      | Alina Dorobanțu      | Salvată     |             | Eliminată   |                   |                     |
|                      | Florin Mândru        | Salvat      |             | Eliminat    |                   |                     |
|                      | Andrei Chermeleu     |             | Eliminat    |             |                   |                     |
|                      | Kinga Farkas         |             | Eliminată   |             |                   |                     |
|                      | Iulia Dumitrache     | Eliminată   |             |             |                   |                     |
|                      | Aurel Niamțu         | Eliminat    |             |             |                   |                     |
| Concurent ↑ Etapă →  | Concurent ↑ Etapă →  | Primii 32   | Primii 32   | Primii 16   | Semifinala        | Finala              |

## Controverse
Giulio Vasilescu, concurent în episodul 2, a susținut că piesa pe care a interpretat-o la audiție i-a fost impusă și că l-a dezavantajat. Niciunul dintre antrenori nu a apăsat butonul „Eu te vreau”.
Echipa de producție Vocea României a fost acuzată de nepotism în cazul concurentului Muneer al-Obeidli de persoane care au declarat că Al-Obeidli ar fi avut o relație amoroasă cu una dintre producătoarele emisiunii, Roxana Paulică, și o prietenie de mai mult timp cu producătoarea Mona Segall. Al-Obeidli a fost eliminat în semifinală.
Concurentul Romeo Zaharia, eliminat în episodul 7 de Loredana după duelul cu Aurel Niamțu, s-a declarat nemulțumit de alegerea artistei, susținând că concursul a fost aranjat și că Niamțu a fost dorit în emisiune pentru diversitate. Prietena lui Zaharia, Nico, a susținut că acesta a amenințat să se arunce de la etaj în urma rezultatului.
Niamțu, eliminat în episodul 10 de antrenoarea Loredana Groza, a susținut că Horia Brenciu, care a remarcat că Niamțu s-ar fi limitat la un singur gen muzical, romanța, l-a criticat pe nedrept, în repetate rânduri, pentru a rezolva o dispută personală cu Groza. De asemenea, concurentul l-a considerat pe Brenciu o persoană arogantă și fără valoare, având o altercație cu acesta în direct, în seara eliminării sale. Alți concurenți au susținut, din contră, că Niamțu ar fi fost cel arogant și că ar fi avut un comportament dificil. În 2014, Niamțu a acuzat Pro TV că l-ar fi respins intenționat pe fiul său, Ionuț, care se înscrisese la sezonul 4 al emisiunii.

## Audiențe
| Legendă                                                                          |
| -------------------------------------------------------------------------------- |
| - Ora de Vară a Europei de Est (ora de vară) - Ora Europei de Est (ora de iarnă) |

| Etapă               | Nr. | Data difuzării     | Poziție în grilă | Național | Național    | Național   | Național | Urban | Urban       | Urban      | Urban    | Comercial (18–49 ani) | Comercial (18–49 ani) | Comercial (18–49 ani) | Sursă         |
| Etapă               | Nr. | Data difuzării     | Poziție în grilă | Loc      | Medie (mii) | Rating (%) | Cotă (%) | Loc   | Medie (mii) | Rating (%) | Cotă (%) | Loc                   | Medie (mii)           | Rating (%)            | Sursă         |
| ------------------- | --- | ------------------ | ---------------- | -------- | ----------- | ---------- | -------- | ----- | ----------- | ---------- | -------- | --------------------- | --------------------- | --------------------- | ------------- |
| Audiții pe nevăzute | 01  | 28 septembrie 2013 | Sâmbătă, 20:30   | 1        | 2 182       | 11,5       | 23,1     | 1     | 1 307       | 12,5       | 25,7     | 1                     | 765                   | 13,7                  | [ 37 ]        |
| Audiții pe nevăzute | 02  | 5 octombrie 2013   | Sâmbătă, 20:30   | 1        | 2 242       | 11,8       | 21,6     | 1     | 1 251       | 11,9       | 22,3     | 1                     | 819                   | 14,7                  | [ 38 ]        |
| Audiții pe nevăzute | 03  | 12 octombrie 2013  | Sâmbătă, 20:30   | 1        | 2 253       | 11,8       | 22,3     | 1     | 1 257       | 12,0       | 23,4     | 1                     | 813                   | 14,6                  | [ 39 ]        |
| Audiții pe nevăzute | 04  | 19 octombrie 2013  | Sâmbătă, 20:30   | 1        | 2 238       | 11,8       | 22,5     | 1     | 1 288       | 12,3       | 24,2     | 1                     | 766                   | 13,7                  | [ 40 ]        |
| Audiții pe nevăzute | 05  | 26 octombrie 2013  | Sâmbătă, 20:30   | 1        | 2 878       | 15,1       | 27,9     | 1     | 1 678       | 16,0       | 30,2     | 1                     | 956                   | 17,1                  | [ 41 ]        |
| Audiții pe nevăzute | 06  | 2 noiembrie 2013   | Sâmbătă, 20:30   | 1        | 2 540       | 13,4       | 26,0     | 1     | 1 514       | 14,4       | 27,7     | 1                     | 882                   | 15,8                  | [ 42 ]        |
| Confruntări         | 07  | 9 noiembrie 2013   | Sâmbătă, 20:30   | 1        | 2 615       | 13,7       |          | 1     | 1 481       | 14,1       | 29,0     | 1                     | 890                   | 15,9                  | [ 43 ] [ 44 ] |
| Confruntări         | 08  | 16 noiembrie 2013  | Sâmbătă, 20:30   | 1        | 2 319       | 12,2       | 24,7     | 1     | 1 410       | 13,4       | 26,4     | 1                     | 739                   | 13,2                  | [ 45 ] [ 46 ] |
| Confruntări         | 09  | 23 noiembrie 2013  | Sâmbătă, 20:30   | 1        | 2 334       | 12,3       | 24,3     | 1     | 1 408       | 13,4       | 27,2     | 1                     | 853                   | 15,3                  | [ 47 ]        |
| Spectacole live     | 10  | 1 decembrie 2013   | Duminică, 20:30  | 1        | 1 606       | 08,4       | 19,5     | 1     | 1 103       | 10,5       | 22,6     | 1                     | 552                   | 09,9                  | [ 48 ] [ 49 ] |
| Spectacole live     | 11  | 7 decembrie 2013   | Sâmbătă, 20:30   | 1        | 1 767       | 09,3       | 20,2     | 1     | 1 162       | 11,1       | 23,9     | 1                     | 580                   | 10,4                  | [ 50 ]        |
| Spectacole live     | 12  | 14 decembrie 2013  | Sâmbătă, 20:30   | 1        | 1 622       | 08,5       | 19,6     | 1     | 1 001       | 09,5       | 22,2     | 1                     | 529                   | 09,5                  | [ 51 ] [ 52 ] |
| Semifinală          | 13  | 21 decembrie 2013  | Sâmbătă, 20:30   | 1        | 1 716       | 09,0       | 20,3     | 1     | 0 994       | 09,5       | 21,6     | 1                     | 600                   | 10,7                  | [ 53 ]        |
| Finală              | 14  | 26 decembrie 2013  | Joi, 20:30       | 1        | 1 803       | 09,5       |          | 1     | 1 013       | 09,7       |          | 1                     | 552                   | 09,8                  | [ 54 ]        |